# Aripo
Aripo (o Arippu) fou un petit fort portuguès a la costa occidental de Ceilan, prop de l'illa de Manar (situada a pocs quilòmetres al nord-oest), avui dins de la població de Mutharipputhurai. Va romandre en poder dels portuguesos fins al final del domini portuguès a l'illa, passant aleshores als holandesos. Va estar amenaçada per rebels singalesos el 1675.